# إنهاء الطاقة النووية

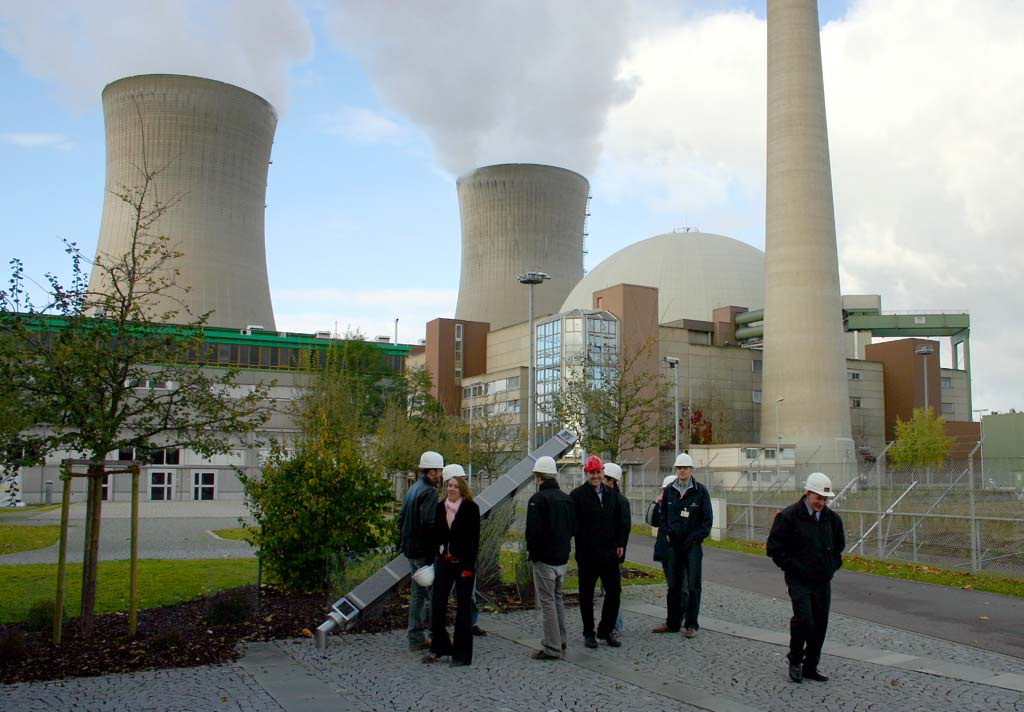

إنهاء الطاقة النووية (بالإنجليزية: Nuclear power phase-out)‏ هي عملية إيقاف استخدام الطاقة النووية في توليد الطاقة الكهربائية. يتضمن إنهاء الطاقة النووية إغلاق محطات الطاقة النووية. بدأ إنهاء الطاقة النووية في السويد (1980)، وإيطاليا (1987)، وبلجيكا (1999)، وألمانيا (2000)، كما تمت مناقشة الموضوع في دول أوربية أخرى عديدة. مررت النمسا وأسبانيا قوانين تمنع بناء محطات نووية جديدة.
تتضمن المشاكل المحيطة بالطاقة النووية أمانها، وتأثيرها المحتمل على البيئة، ونتائجها الاجتماعية والسياسية. غالبا ما ترتبط فكرة إنهاء الطاقة النووية بتحول نحو الطاقات المتجددة. ومن أهم المشاكل الناتجة عن توليد الطاقة نوويا هي مسألة النفايات النووية، وكيفية التخلص منها.
اشتد عدم قبول الرأي العام في بعض البلاد الأوروبية للطاقة النووية لإنتاج الطاقة الكهربائية على إثر انفجار المفاعل الروسي بأوكرانيا عام 1986. لكن بلاد مثل إنجلترا وفرنسا وإسبانيا لا زالت تستخدم هذا النوع من الطاقة، ففرنسا مثلا تنتج نحو 77 % من الطاقة الكهربائية بواسطة المفاعلات النووية، ولا تزال ألمانيا تنتج نحو 30 % من الطاقة الكهربائية عن طريق المفاعلات النووية.
كما بلادا مثل السويد وألمانيا والولايات المتحدة أعادت التفكير لاستمرار استغلال الطاقة النووية في إنتاج الطاقة، ووقف مشاريع إنهاء الطاقة النووية. فالطاقة النووية لها فوائدها خصوصا من وجهة المحافظة على البيئة، حيث تفاقمت علي مر السنين منذ الثمانين مشكلة الانحباس الحراري الناتجة عن إنتاج الطاقة بالطرق المعتادة بوساطة المحروقات من فحم وبترول.
وتهتم البلاد التي تستخدم الطاقة النووية منذ الثمانين بدراسات جدية لوسائل التخلص من النفايات الذرية بطريقة آمنة، وتتبع بلاد مثل سويسرا وألمانيا وهولندا وبلجيكا استراجية للتخلص من النفايات وذلك بالتخلص منها في مناجم عميقة تحت الأرض، على أعماق تصل إلى 1000 متر تحت سطع الأرض للتخلص منها نهائيا ً.

## تاريخ
بعد أنفجار المفاعل النووي تشيرنوبيل بأوكرانيا عام 1986 اشتدت معارضة المواطنين ضد بناء المفاعلات الذرية في بلد مثل ألمانيا وفي بعض البلاد الأخرى، وقد تحولت اليوم تلك المعارضة إلى فهم استغلال الطاقة النووية بعدما تبين للرأي العام أن المفاعلات النووية التي تبنى في بلاد أوروبا الغربية ليست من نوع المفاعل الروسي الصنع الذي كان موجودا في أوكرانيا، فالمفاعلات النووية في فرنسا وإنجلترا وألمانيا وسويسرا وأسبانيا من نوع آخر، روعيت فيهم نظم للأمان عالية القدرة. كما بانت مشاكل الانحباس الحراري على الأرض بشكل واضح في السنين القليلة الماضية، وبدأ الناس يفكرون في كيفية خفض إنتاج غاز ثاني أكسيد الكربون المتسبب في ذلك.
يوجد على مستوي العالم حاليا نحو 60 طلب لبناء مفاعلات نووية جديدة لإنتاج الكهرباء، منها 20 مفاعل في الولايات المتحدة و19 في روسيا و5 في الصين، حتي في أوروبا هناك اقتراحات لبناء 7 مفاعلات جديدة. وقد اشتركت فرنسا وألمانيا في تطوير مفاعل جديد يحمل مزايا المفاعل الألماني والمفاعل الفرنسي، وطـُـورت فيه نظم الأمان لتشغيله بأعلى درجات الأمان.

## البلاد التي قررت إنهاء طاقتها النووية

### النمسا
لم تبدا النمسا يوما ما في تنفيذ مشروع نووي.

### جمهورية مصر العربية
لم تبدا مصر يوما ما في تنفيذ مشروع نووي(لانتاج الكهرباء) سوى في الضبعة ولم يتم حتى الآن هذا المشروع.ولكن لديها مفاعل نووي للاغراض البحثية بانشاص. بدأت مصر إنشاء أول مفاعل نووي في الستينات ولم يتم تطويره بعد حرب أكتوبر 1973

### بلجيكا
في بلجيكا تعمل 7 مفاعلات نووية، تنتج نحو 55 % من الطاقة الكهربائية، ولا تقابل بمقاومة كبيرة من قبل المواطنين لأنهائها.
لا يزال البحث جاريا في بلجيكا للتخلص من النفايات في طبقات جيولوجية طفلية عميقة تحت الأرض.

### ألمانيا
وضعت الحكومة الألمانية السابقة عام 2000 برنامجا لإغلاق المفاعلات النووية واحدا تلو الآخر حتي عام 2021. حتي الآن أغلق مفاعلان قديمان بعد أن أدي كل منهما خدماته الإنتاجية لمدة 35 سنة تقريبا من دون خلل. والآن تفكر الحكومة الحالية في إلغاء قانون إنهاء الطاقة النووية. وتبحث ألمانيا منذ السبعينيات عن مناطق جيولوجية مناسبة للتخلص من النفايات الذرية، وقامت بتطوير تكنولوجيا جديدة خصيصا لذلك. ومبدؤها على هذا السبيل هو التخلص منها في الأعماق الجيولوجية تحت الأرض، علي أعماق تصل إلى 900 متر، بعيدا عن السكان.
قررت ألمانيا أخيرا اغلاق كل مفاعلاتها عام 2022، بعد كارثة فوكشيما في اليابان.

### السويد
تمتلك السويد 10 مفاعلات نووية لأنتاج الطاقة الكهربائية. أجري استفتاء شعبي عام 1980 وقرر إغلاق المفاعلات واحدا تلو الآخر حتى عام 2010. لم يغلق حتى الآن سوي مفاعل واحد. وبدأت السويد الآن تعيد النظر في قرار الإغلاق. وأما بالنسبة للتخلص من النفايات أنشأت السويد بالفعل منجما في الطبقات الجيولوجية الجرانيتية تتخلص فيه من تلك النفايات.

## أماكن أخرى للطاقة النووية
يوجد على مستوي العالم 439 مفاعل قوي للطاقة النووية بقوة أنتاج 471 ميجاوات تشكل نحو 16% من أنتاج الكهرباء العالمي. لم يفكر بلد في التخلي عن الطاقة النووية إلا السويد عام 1980 من خلال استفتاء شعبي، وألمانيا قرار عام 2000 بإغلاق المفاعلات حتي سنة 2021، وذلك لعدم اطمئنان المواطنين لسلامة تشغيل المفاعلات. لكن حكومتي ألمانيا والسويد بدأتا التفكير في عدم تنفيذ قرار الإنهاء.

### سويسرا
توجد في سويسرا 5 مفاعلات نووية تنتج نحو 43 % من الطاقة الكهربائية في البلاد، لا توجد معارضة شعبية كبيرة ضد الطاقة النووية، ففي سويسرا بُني حديثا أكبر مشروع أبحاث نووي بتكلفة 6 مليارات يورو، يعمل فيه نحو 2000 من العلماء من جميع أنحاء العالم، بغرض دراسة الجيسمات الأولية. وتقوم سويسرا بالاشتراك مع ألمانيا بتطوير تقنية للتخلص من النفايات الذرية وذلك في الطبقات الأرضية العميقة تحت الأرض بعيدا عن السكان. واختارت سويسرا التخلص من النفايات في طبقات الجرانيت المتوفرة لديها تحت جبال الألب. هذا بعكس ألمانيا التي أعدت تكنولوجيا للتخلص من النفايات في طبقات ملحية في سكسونيا الوسطى.

### هولندا
هولندا لديها مفاعلين نوويّين، حيث أن بناء مشروع كبير للتخلص من النفايات تحت الأرض يكلف الكثير من الأموال، لهذا فهولندا تعمل مع ألمانيا ومع بلجيكا وفرنسا للقيام بمشروع مشترك.

### فرنسا
تقتني فرنسا من المفاعلات النووية بالقارة الأوروبية البالغ عددها 174 مفاعل نصيب الأسد حيث تقتني 60 مفاعلا تنتج احتياجاتها من الطاقة الكهربائية بنسبة 77 %. وتعتبر فرنسا في طليعة الدول عموما من ناحية تخطيط دورتها لاستغلال الطاقة النووية، من تنقيب وتصنيع وتخصيب اليورانيوم وعمليات تنقية المواد الذرية.

### روسيا
روسيا لديها 31 مفاعلا ينتجون نحو 16 % من الكهرباء فيها، وتجري حاليا عملية لدعم تلك المحطات لزيادة عملها بأمان. كما أن روسيا تخطط لبناء 19 مفاعلا جديدا خلال السنوات القادمة.

### إيطاليا
تبني مفاعلات نوويه بتعاون مع روسيا

### ألمانيا
يعمل بها حاليا 17 مفاعل وتم إغلاق مفاعلين بعد عملهما من دون خلل لمدة 35 عام. وتنتج ال17 مفاعل نووي نحو 28 % من الطاقة الكهربائية في ألمانيا. وقد قامت ألمانيا بالاشتراك مع فرنسا منذ العشرة أعوام بتطوير مفاعل جديد، يتميز بأنظمة دقيقة للتحكم في المفاعل ورفع درجة الامان.

### أوكرانيا
تعمل في أوكرانيا عدد 15 مفاعل نووي للحصول على 47 % من إنتاجها من الكهرباء.

### بلجيكا
تمتلك بلجيكا 7 مفاعلات نووية تنتج 55 % من احتياجات البلد للطاقة الكهربائية.

### أسبانيا
تعمل 8 مفاعلات في أسبانيا وتنتج 17 % من الطاقة الكهربائية.

### إنجلترا
من البلاد الأولى التي أدخلت وطورت المفاعلات النووية. لديها 19 مفاعل نتنج نحو 17 % من الكهرباء في البلاد.
وهي مثل فرنسا لديها دورة كاملة لتصنيع وتخصيب وتنقية اليورانيوم. وقد اختارت إنجلترا مكانا في سيلافيلد للتخلص من النفايات الإشعاعية ذات الإشعاع الضعيف.

### فنلندا
تعمل في فنلندا 4 مفاعلات نووية تنتج 30 % من الطاقة الكهربائية. ويجري الآ ن إنشاء مفاعل نووي جديد بعقد مع فرنسا حيث يتم إنشاء مفاعل من نوع جديد قامت فرنسا وألمانيا بتطويره، ويعتبر أحدث الموجود في هذا المجال في وقتنا الحاضر. يتم إنشاء المفاعل ويبدأ العمل عام 2009.

### سلوفاكيا
تعمل في سلوفاكيا 5 مفاعلات روسية الصنع تنتج 54 % من الطاقة الكهربائية.

### اليابان
تمتلك اليابان 55 مفاعلا نوويا ينتجون نحو 28% من الطاقة الكهربائية، وتعتبر اليابان في مقدمة الدول التي شيدت مفاعلا يستطيع إنتاج البلوتونيوم لأعادة استخدامه في توليد الطاقة.

### كوريا الجنوبية
تعمل في كوريا الجنوبية 20 مفاعلا ينتجون 35 % من الشبكة الكهربائية.

### الصين
تمتلك الصين 11 مفاعل لإنتاج الطاقة الكهربائية.

### الهند
في الهند تعمل 17 مفاعل نووي لإنتاج الطاقة الكهربائية.

### الولايات المتحدة
تعمل في الولايات المتحدة 104 من المفاعلات القوية تنتج نحو 19 % من شبكة الطاقة الكهربائية فيها. توقف بناء مفاعلات جديدة تقريبا منذ حادث مفاعل هاريسبورج عام 1979. والآن بدأت الحكومة الأمريكية تمد فترة عمل المفاعلات الموجودة بحيث يستمر استخدامها لمدد أكثر من 40 سنة منذ إنشائها. وقد بدأت أمريكا في نفس الوقت في بناء منجم تحت الأرض للتخلص من النفايات المشعة في منطقة يوكامونتان Yucca Mountain.

### كندا
قامت كندا ببناء 18 مفاعلا نوويا لإنتاج الطاقة، وهي تنتج حوالي 15 % من الطاقة الكهربائية فيها.

### دول الخليج العربي
تعمل الدول الخليجية لإنتاج الطاقة النووية فقد وقعت الكويت مع فرنسا اتفاقية نووية لبناء مفاعل نووي وتبادل الخبرات كما وقعت الإمارات عقدا مشابه وبناء اربع مفاعلات وتعمل السعودية على بناء مدينة نووية كاملة لإنتاج الطاقة النووية باسم مدينة الملك عبد الله للطاقة النووية
كما ان إيران ماضية قدما في برنامجها النووي الذي تشوبه ملاحظات كثيرة

### أمريكا الجنوبية
في أمريكا الجنوبية تمتلك البرازيل مفاعلين والأرجنتين مفاعلين لإنتاج الطاقة الكهربائية.

### أفريقيا
تمتلك حكومة جنوب إفريقيا مفاعلين ينتجان 6 % من الطاقة الكهربائية.

## فوائد وأضرار الإنهاء
الإضرار التي يمكن أن تنتج عن استخدام الطاقة النووية في الأغراض السلمية تتعلق بالعناية الفائقة الواجب علي العاملين في هذا المضمار اتباعه حتي لا يصابوا هم أو الناس حولهم بمضار الإشعاع. لهذا فقد وضعت جميع الحكومات قوانينا تحدد نظم العمل، كما وضعت شروطا خاصة جازمة لمنح تصريحات بناء المفاعلات، وكذلك معايير للأمان، وتهتم بمراقبة اتباعها.
- كما أن المفاعل النووي لا يصدر غازات ضارة بالبيئة مثل ثاني اكسيد الكربون، الذي يتسبب بصفة رئيسة في مشكلة الانحباس الحراري.
- وبالنسبة إلي التخلص من النفايات المشعة الضارة الناتجة عن الطاقة النووية، فهناك اتفاق تقريبا بين جميع دول العالم أن اسلم الطرق للتخلص من النفايات هو تخزينها تخزينا أبديا في الطبقات الجيولوجية العميقة تحت سطح الأرض. بحيث تكون بعيدة عن السكان. كما أن الهيئة العالمية وهي هيئة الطاقة الذرية الموجودة بمدينة فيينا تقوم بتقديم المشورة لجميع البلاد التي تريد إدخال الطاقة النووية، بل من حق هذه الهيئة التفتيش في البلاد المختلفة عن المواد الذرية التي تمتلكها.